# Barranc del Vinyal
El barranc del Vinyal és un barranc del terme de Conca de Dalt, al Pallars Jussà, dins de l'antic terme d'Hortoneda de la Conca, en l'àmbit de l'antic poble de Perauba.
S'origina per la unió de la llau dels Carants i de la llau de Pedra Ficada, a lo Parracó, des d'on davalla cap al nord-oest fent molts retombs a causa de l'accidentat del terreny que travessa, molt feréstec. Passa per sota i al sud-oest de les Maleses, després per sota i al nord-est de la Feixa de Viu i al sud-oest del Feixanc de les Vaques, on travessa la Culla de l'Óssa. De seguida troba una amplificació de la vall, on hi havia la Cabana del Parrot, sota i al sud dels Rocs de la Torre de Senyús, on rep les aigües de la Font del Vinyal, enlairada als rocs esmentats, i on rep per l'esquerra la Canal de l'Hortó, Després passa pel nord-est i per sota del Feixanc del Gavatx, i poc després s'aboca en la llau de Perauba a l'extrem meridional del Forcat de les Llaus.